# خوان کارلوس ایبانز
خوان کارلوس ایبانز (انگلیسی: Juan Carlos Ibáñez; ۲۰ مارس ۱۹۶۸ – ۴ اکتبر ۲۰۱۵) بازیکن فوتبال اهل آرژانتین بود.
از باشگاه‌هایی که در آن بازی کرده‌است می‌توان به باشگاه فوتبال ال پورونیر، باشگاه اتلتیکو ایندپندینته، باشگاه ورزشی دیپورتیوو کالی، و باشگاه فوتبال اونیورسیداد شیلی اشاره کرد.